# ناوشکن زاگرب
ناوشکن زاگرب (به انگلیسی: Yugoslav destroyer Zagreb) دومین از سه ناوشکن کلاس بیوگراد ساخته شده برای نیروی دریایی پادشاهی یوگسلاوی در اواخر دهه ۱۹۳۰ بود. 